# Apeadero Kilómetro 23
Kilómetro 23 es un apeadero ubicado en la localidad de homónima, provincia de Córdoba, Argentina.

## Servicios
El apeadero corresponde al Ferrocarril General Bartolomé Mitre de la red ferroviaria argentina. No presta servicios de pasajeros, sus vías e instalaciones están concesionadas a la empresa de cargas Nuevo Central Argentino.